# Scinax proboscideus
Scinax proboscideus es una especie de anfibios de la familia Hylidae.
Habita en Guayana Francesa, Guayana, Surinam y posiblemente en Brasil.
Sus hábitats naturales incluyen bosques tropicales o subtropicales secos y a baja altitud y marismas intermitentes de agua dulce.